# 土壤地理学
土壤地理学（Soil geography），是研究土壤与地理环境之间相互关系的科学。总任务是充分合理地开发利用土壤资源，保护土壤的生态平衡，恢复和重建良好的土壤生态系统。主要研究内容如下：
- 土壤发生和分类
- 土被结构的研究
- 土壤调查、制图和土壤资源的数量统计与质量评价的研究
- 土地生产潜力和人口承载量的研究
- 土壤保护研究
- 土壤生态系统的研究
- 土壤地理分区或区划的研究